# Solaris Urbino Hybrid
Solaris Urbino Hybrid è una famiglia di autobus a pianale ribassato alimentati tramite trazione ibrida (motore termico Diesel su motore elettrico) prodotti dall'azienda polacca Solaris.
Gli autobus SU Hybrid sono basati sulla serie di autobus a trazione diesel Solaris Urbino.

## Storia
Il primo modello appartenente a questa famiglia venne prodotto nel 2006 in collaborazione con le aziende americane Allison Transmission, attuale fornitore della parte elettrica. e Cummins come fornitore del motore termico necessario alla ricarica delle batterie.

## Solaris Urbino Hybrid 12

### Solaris Urbino 12 Hybrid Eaton

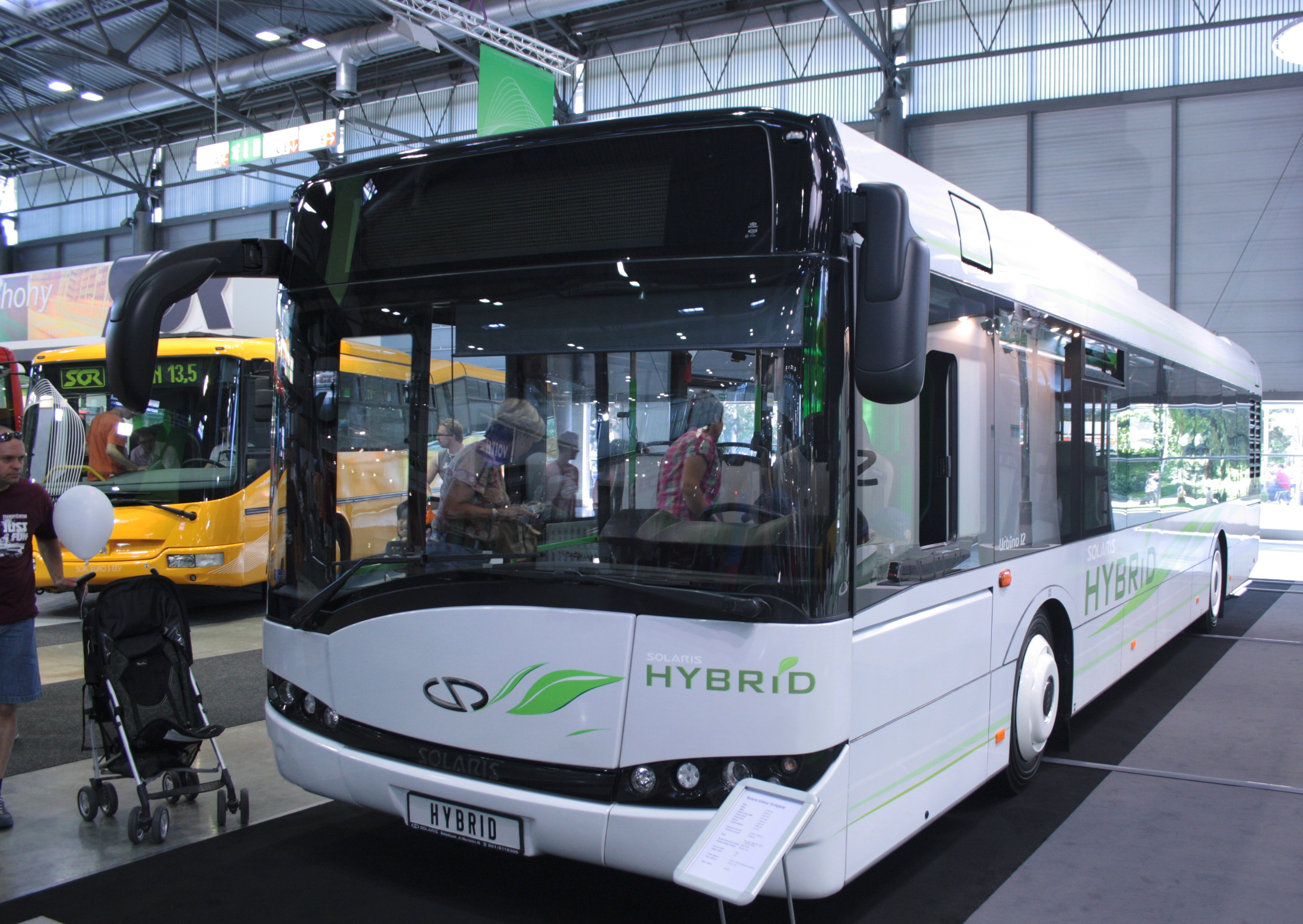
Solaris Urbino 12 Hybrid Eaton

Tra il 2009 e il 2010 Solaris Bus ed Eaton Corporation raggiungono una joint venture per realizzare un nuovo modello di autobus a trazione ibrida parallela basato sul Solaris Urbino 12.
Questo modello di autobus utilizza un motore elettrico trifase a corrente alternata da 44 kW di potenza che recupera l'energia in frenata, immagazzinandola all'interno di batterie agli ioni di litio. Le batterie sono quattro e hanno una capacità di 3,6 kWh e un voltaggio nominale di 340 V e vengono utilizzate solo ed esclusivamente per il motore di trazione elettrico.
Il motore diesel (un Cummins ISB da 6.7 litri, dotato di una potenza di 162 kW) viene utilizzato per alimentare il motore elettrico. Lapotenza di entrambi i motori è poi trasferita all'asse posteriore dell'autobus imprimendo il movimento necessario.
Inoltre il motore elettrico sostituisce completamente il cambio automatico come avviene in un convenzionale autobus a trazione termica.
Le batterie sono collocate anteriormente tra la prima e la seconda porta.

## Solaris Urbino Hybrid 18

### Solaris Urbino 18 Hybrid Allison

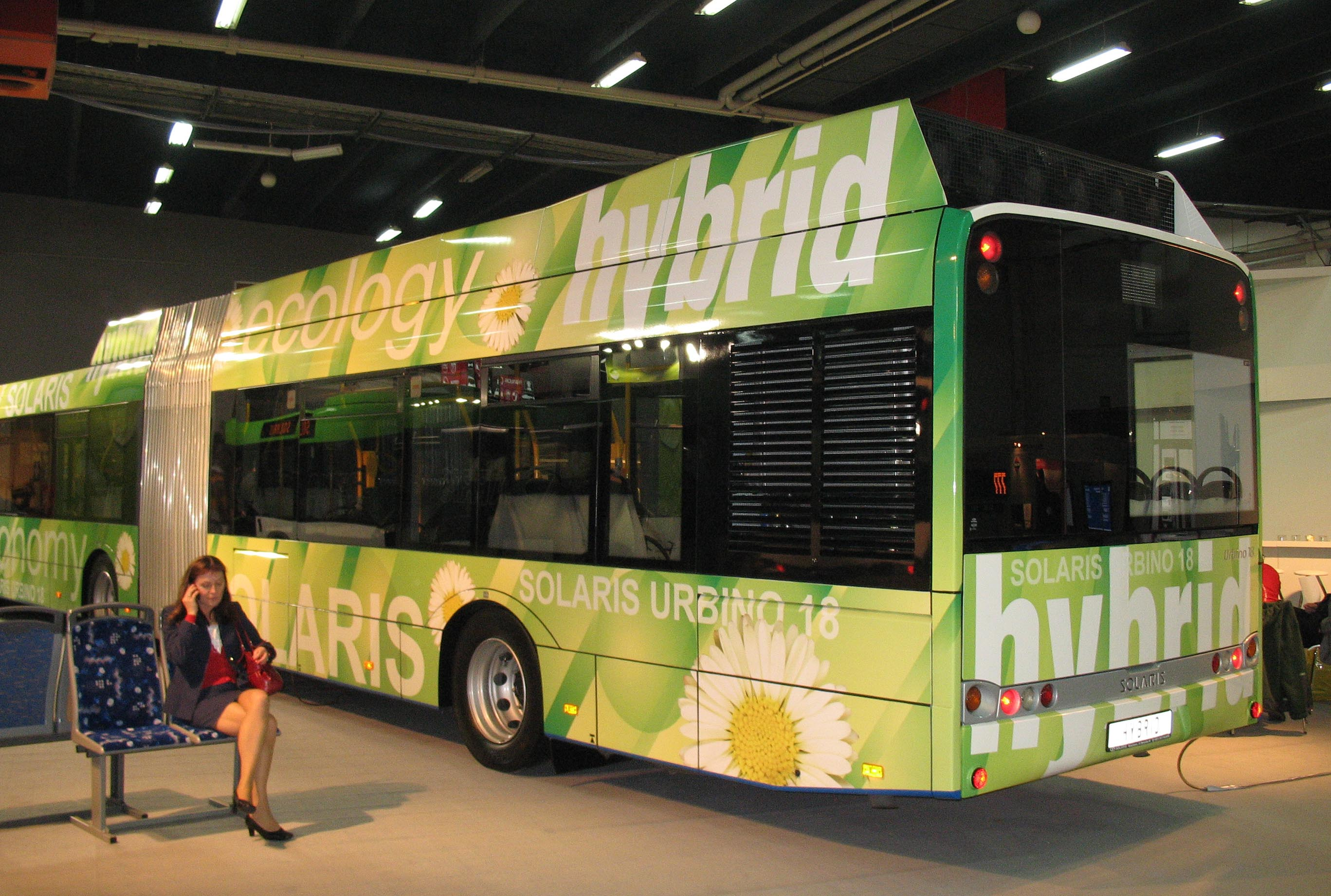
Solaris Urbino 18 Hybrid Allison II, seconda generazione

I primi modelli del Solaris Urbino Hybrid 18 furono prodotti in collaborazione con l'azienda americana Allison Transmission. Tali mezzi sono caratterizzati dagli elementi di trazione e dai motori installati nella parte anteriore del telaio, tra il primo e il secondo asse.
La serie Allison II è invece caratterizzata dallo spostamento dei motori elettrici e diesel nella parte posteriore del veicolo, compreso il sistema di raffreddamento (facilmente visibile sul lato posteriore), mentre gli elementi di trazione sono installati sul tetto del comparto anteriore.

### Solaris Urbino 18 DIWAhybrid Voith

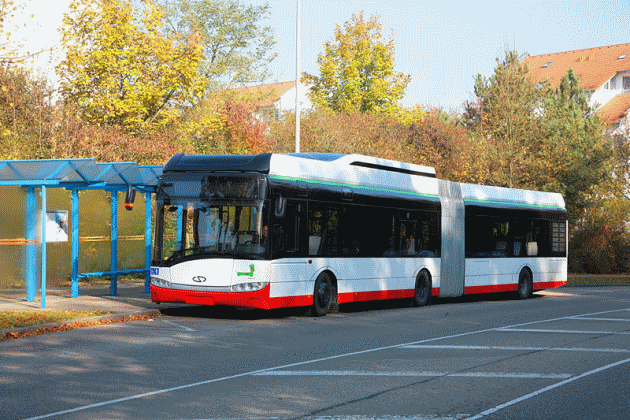
Solaris Urbino 18 DIWAhybrid Voith, in servizio presso la BOGESTRA AG, Bochum

Alla fine del 2010, il venne introdotto nuovo Solaris Urbino DIWAhybrid, dotato di un sistema di alimentazione dalla Voith Turbo.
Il primo modello venne consegnato nella seconda metà del 2011 all'azienda di trasporto pubblico BOGESTRA AG, Bochum.
La prima consegna incluse 11 autobus di questo modello. In totale sono stati prodotti 20 esemplari.
Il veicolo è alimentato da un motore Cummins ISB con una capacità di 6.7 litri e una potenza massima di 250 HP, sfruttando l'energia cinetica prodotta in frenata tramite due retarder, convertendola in energia elettrica e immagazzinandola all'interno di moduli di supercapacitori posti sul tetto dell'autobus. I supercapacitori sono composti da cinque moduli da 125 V ciascuno che possono accumulare un'energia di 0.5 kWh. Il loro peso totale raggiunge i 410 kg.
Nonostante l'intero autosnodato risulti 600 kg più pesante rispetto al Solaris Urbino 18, l'Urbino DIWAhybrid può trasportare fino a 161 passeggeri, di cui 51 seduti.

### Solaris Urbino 18 Hybrid Vossloh Kiepe

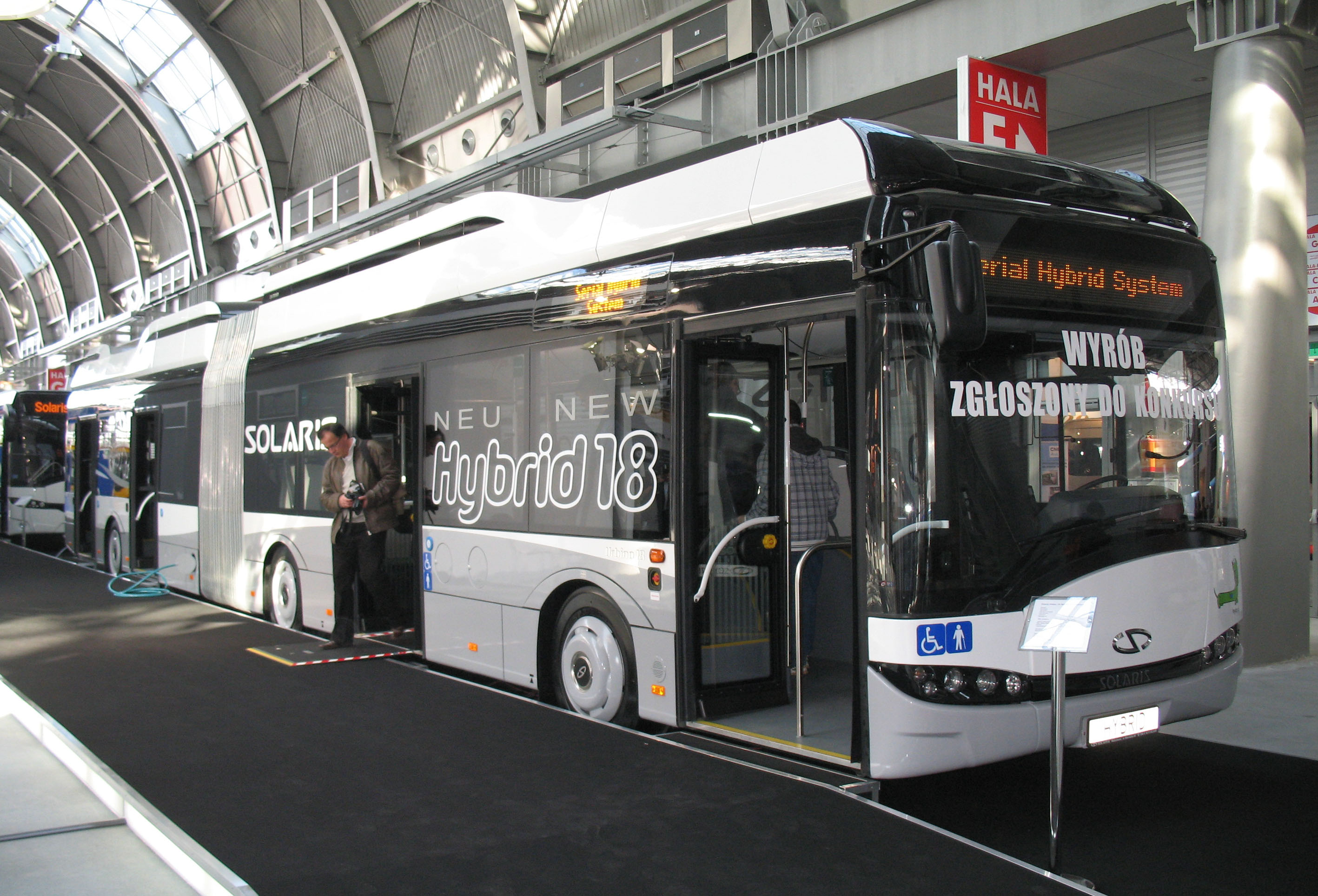
Solaris Urbino 18 Hybrid Vossloh Kiepe

Il penultimo modello da 18 metri della Solaris è prodotto in collaborazione con l'azienda tedesca Vossloh Kiepe, già affermato partner con i modelli Solaris Urbino Electric e Trollino.
Tale modello è composto da un modulo di trazione ibrida seriale: esso è alimentato da un motore diesel accoppiato a un generatore a magneti permanenti Kiepe che ricarica un modulo batterie installato sul tetto. Contemporaneamente un resistore di trazione assorbe l'energia prodotta in frenata e la riutilizza in accelerazione. La propulsione del bus è data dal motore elettrico, collocato frontalmente al terzo asse del veicolo.
Questo modello di autobus utilizza il motore Diesel per la sola trazione, mentre tutti i restanti sottosistemi sono alimentati interamente a batteria: compressore, radiatori, pompe, porte passeggeri e i sistemi di aria condizionata del vano passeggeri e del posto di guida.
Inoltre il bus è dotato di una presa elettrica per la ricarica al capolinea. 

### Solaris Urbino 18 Hybrid MetroStyle

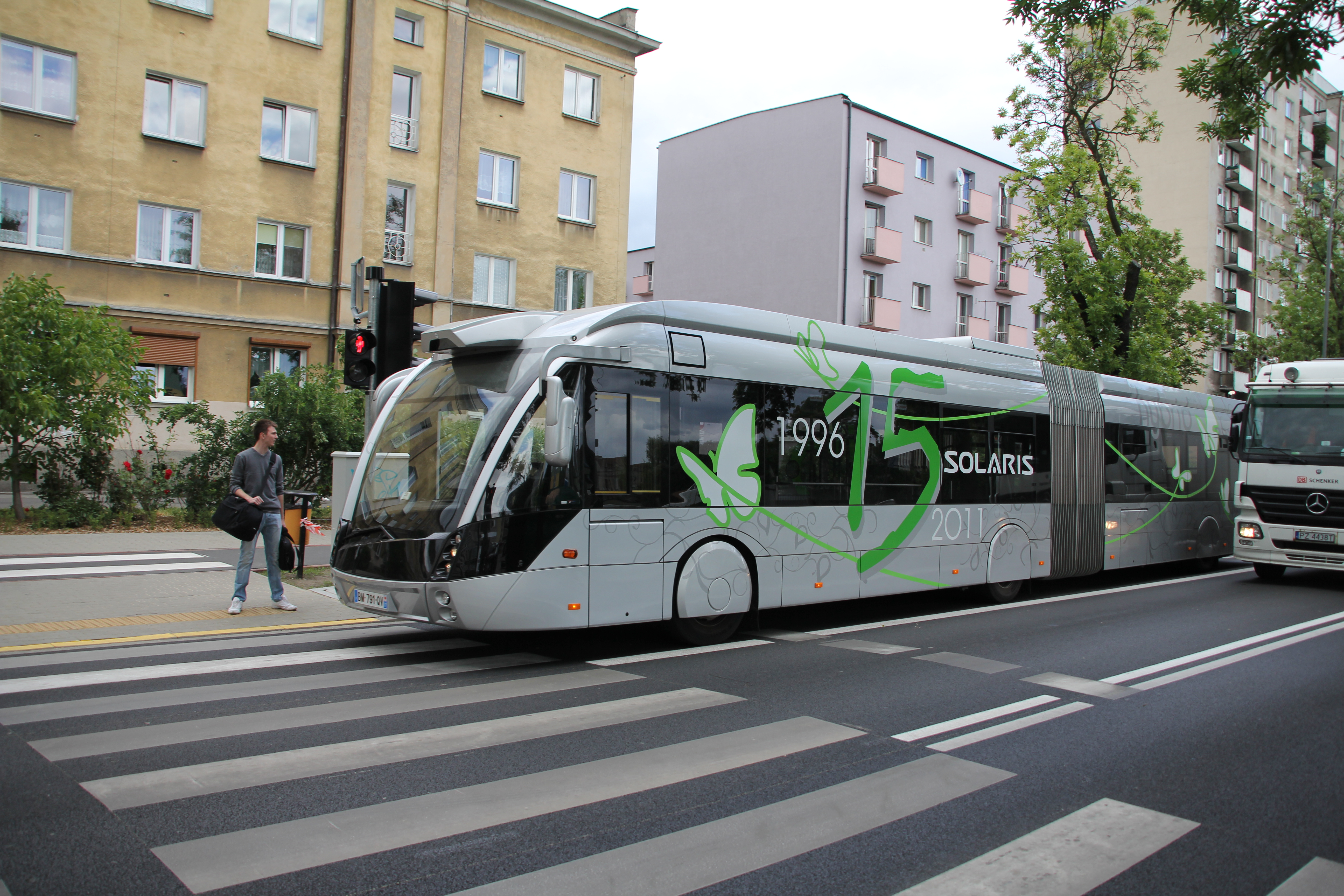
Solaris Urbino Hybrid 18 MetroStyle Allison

Nel 2010 venne realizzato un prototipo del Solaris Urbino MetroStyle, finalizzato all'impiego sul sistema Bus Rapid Transit (in francese BHNS) di Parigi. Tale prototipo venne dotato di un sistema di trazione ibrida parallela Allison di seconda generazione.
Il Solaris Urbino 18 Hybrid MetroStyle è stato ridisegnato per assumere il ruolo di un autobus con le fattezze di un tram.
Infatti il design frontale riprende quello del tram Solaris Tramino, assieme ai copriruota e ad una carenatura che circonda tutto il perimetro del tetto del bus dotandolo di una maggiore linea aerodinamica.
Tuttavia, tale design riduce la porta anteriore dotandola di una singola anta, restringendo l'accesso anteriore e rientrando in una configurazione 1-2-2-2.
Tale versione esiste anche per i modelli Solaris Urbino e Solaris Trollino.

### Solaris Urbino 18,75 Hybrid Fuel Cell
Il 18 dicembre 2014 è stato presentato ad Amburgo il primo Solaris Urbino 18,75 Hybrid alimentato tramite celle a combustibile a idrogeno.
Si tratta del primo autobus Solaris dalla lunghezza di 18,75 metri ad essere alimentato da un sistema a trazione alternativa.
Il mezzo è mosso da batterie da 120 kWh, alimentate a loro volta da delle celle a combustibile a idrogeno Ballard da 101 kW.
Gli elementi di trazione sono installati sul tetto del comparto anteriore, mentre il motore elettrico si trova in prossimità dell'asse posteriore del veicolo.
Il rifornimento dell'idrogeno avviene durante la notte al deposito.